# Huizerpoort
De Huizerpoort of Culemborgsepoort, is de enige nog bestaande stadspoort in de Gelderse vestingstad Buren. De poort vormt de toegang tot de stad aan de westzijde. De naam 'Huizerpoort' zou afkomstig zijn van het kasteel of huis van Buren, dat tegenover de poort lag.
De poort werd samen met de overige verdedigingswerken rond 1400 gebouwd. In 1618-1619 volgde een restauratie. Reizigers die de stad in wilden, moesten eerst de Hameypoort door, waarna ze via een brug over de gracht de Huizerpoort bereikten. In 1629 werd deze Hameypoort herbouwd. De houten brug werd in 1730 in steen uitgevoerd.
Aanvankelijk had de poort waarschijnlijk een houten verdieping. In de 17e eeuw is deze vervangen door een verdieping van baksteen tussen twee topgevels. Deze verdieping is in 1733 herbouwd. In 1816 werd de gevel aan de stadszijde nieuw opgetrokken, waarbij ook de beide boogdoorgangen werden vernieuwd.